# Яндеба (деревня)
Яндеба — деревня в Подпорожском городском поселении Подпорожского района Ленинградской области.

## История
В 1563 году в Пиркинском погосте упоминается погост На той же речки на ручью [Яндебе-речке] и церковь Николы Чудотворца во владычной поместной Никольской Яндебской волости.
В 1582 и 1616 годах — как погост На Яндобе ж митрополичей поместной Никольской Яндебской волости без церкви («службы нет, попа и причт замучили казаки в 1613/14 г.»).

ЯНДЕБСКИЙ ПОГОСТ (ЯНДЕБА) — погост при реке Яндеба, число дворов — 2, число жителей: 3 м. п., 4 ж. п.; Церквей православных две. Сельское училище. (1873 год)

Деревня административно относилась к Подпорожской волости 1-го стана Лодейнопольского уезда Олонецкой губернии.

ЯНДЕБА (смежное с Демидовской и Погостом) — деревня Яндебского общества при реке Яндебе, население крестьянское: нет; некрестьянское: домов — 6, семей — 8, мужчин — 28, женщин — 19, всего — 47; лошадей — 7, коров — 10, прочего — 9. 
 
ЯНДЕБСКИЙ ПОГОСТ (смежное с Демидовской и Яндебой) — деревня Яндебского общества при реке Яндебе, население крестьянское: нет; некрестьянское: домов — 3, семей — 2, мужчин — 3, женщин — 6, всего — 9; лошадей — 2, коров — 2, прочего — 1. Школа. (1905 год)

С 1917 по 1922 год деревня входила в состав Яндебского сельсовета Подпорожской волости Лодейнопольского уезда Олонецкой губернии.
С 1922 года в составе Ленинградской губернии.
С 1927 года в составе Подпорожского района.
В довоенное время в Яндебе действовал Яндебский стружечный завод.

Деревня Яндеба на карте 1932 года

Согласно карте Ленинградской области Северо-западного аэрогеодезического треста ГГУ издания 1932 года большая деревня Яндеба состояла из двух деревень: Демидовской, которая насчитывала 25 крестьянских дворов и Бардовской, которая насчитывала 45 дворов. В деревне находился стружечный завод, часовня и мукомольная водяная мельница.
По данным 1933 года существовал Яндебский сельсовет, в который входили 4 населённых пункта: деревни Бардовская, Демидовская, Озерки и Тениконда, общей численностью населения 812 человек, административным центром сельсовета была деревня Бардовская.

Деревня Яндеба на карте 1936 года

Согласно карте РККА 1936 года большая деревня Яндеба состояла из двух: Демидовской и Бардовской.
По данным 1936 года в состав Яндебского сельсовета входили 7 населённых пунктов, 160 хозяйств и 3 колхоза, административным центром сельсовета была деревня Демидовская.
С 1 августа 1941 года по 31 мая 1944 года деревня находилась в финской оккупации.
В 1958 году население деревни составляло 259 человек.
С 1963 года в составе Лодейнопольского района.
С 1964 года в составе Первомайского сельсовета.
С 1965 года в подчинении Подпорожского горсовета.
По данным 1966, 1973 и 1990 годов деревня Яндеба также входила в состав Подпорожского горсовета.
В 1997 году в деревне Яндеба Подпорожского горсовета проживал 51 человек, в 2002 году — 42 человека (русские — 98 %). 
В 2007 году в деревне Яндеба Подпорожского ГП — 28 человек.

## География
Деревня расположена в северо-западной части района близ пересечения автодороги А215 (Лодейное Поле — Брин-Наволок) и железной дороги Лодейное Поле — Петрозаводск.
Расстояние до административного центра поселения — 12 км.
К югу от деревни расположена железнодорожная станция Яндеба.
Деревня находится на реке Яндеба.

## Демография
| 1873 | 1905 | 1958 | 1997 | 2007 | 2010 | 2017 |
| ---- | ---- | ---- | ---- | ---- | ---- | ---- |
| 7    | ↗56  | ↗259 | ↘51  | ↘28  | ↘20  | ↘11  |

### Национальный состав
Согласно данным Всероссийской переписи населения 2021 года в деревне проживали 20 человек, все русские.

## Улицы
Апрельская, Весёлая, Луговая, Новосёлов, Рябиновая, Тихая.